# Ricettazione
La ricettazione consiste nell'acquisto da parte di chiunque di beni illecitamente sottratti a un terzo o, più in generale, l'acquisto di beni derivanti da un delitto di qualsivoglia entità e natura.
A seconda degli ordinamenti giuridici essa può assumere risvolti criminali con conseguenze variabili.

## Ordinamento giuridico italiano

### Condotta
Nell'ordinamento giuridico italiano essa è un reato disciplinato dall'articolo 648 del codice penale, che definisce la fattispecie di ricettazione come quell'azione (tesa a procurare profitto per sé stessi o altri) di acquistare, detenere od occultare cose provenienti da un delitto; parimenti è responsabile di ricettazione chi si adopera indirettamente per far acquistare, detenere od occultare detti beni. Ai fini della legge, si ha ricettazione quando il soggetto che ne è responsabile è diverso da colui che ha eseguito materialmente il reato con il quale è venuto in possesso delle cose oggetto di ricettazione.
Di conseguenza, contrariamente alla vulgata comune, il reato di ricettazione non è limitato all'ipotesi in cui una persona acquisti un oggetto rubato altrove (consapevole o meno che esso sia di provenienza illecita), ma ricomprende anche l'ipotesi in cui la persona si adoperi in proprio o per conto di altri ad occultare tale oggetto (per esempio nascondendolo in casa propria o di un proprio conoscente).
Il delitto presupposto può essere un furto, una rapina o comunque un delitto capace di procurare all'autore denaro o altri beni di cui egli può impossessarsi per effetto della commissione del delitto stesso.
La ricettazione non dev'essere confusa con l'incauto acquisto, ossia l'acquisto di cose di sospetta provenienza (art. 712 del codice penale).

### Pena prevista
La sanzione prevista dall'art. 648 del codice penale è quella della reclusione da 2 ad 8 anni congiunta alla multa da 516 a 10 329 euro.
A discrezione dell'organo giudicante, nell'ipotesi la fattispecie criminosa sia di lieve entità, è irrogabile al colpevole la pena prevista dal II comma dell'art. 648 che, decisamente più tenue, prevede la reclusione sino a sei anni e la multa fino a 516 euro.

### Soggetto attivo
Il soggetto attivo della ricettazione può essere chiunque, escluso l'autore del delitto presupposto.